# Microchilus puyoensis
Microchilus puyoensis är en orkidéart som beskrevs av Paul Ormerod. Microchilus puyoensis ingår i släktet Microchilus och familjen orkidéer.

## Underarter
Arten delas in i följande underarter:
- M. p. brachyceras
- M. p. brevipedunculatus
- M. p. puyoensis